# Magdeburger Recht

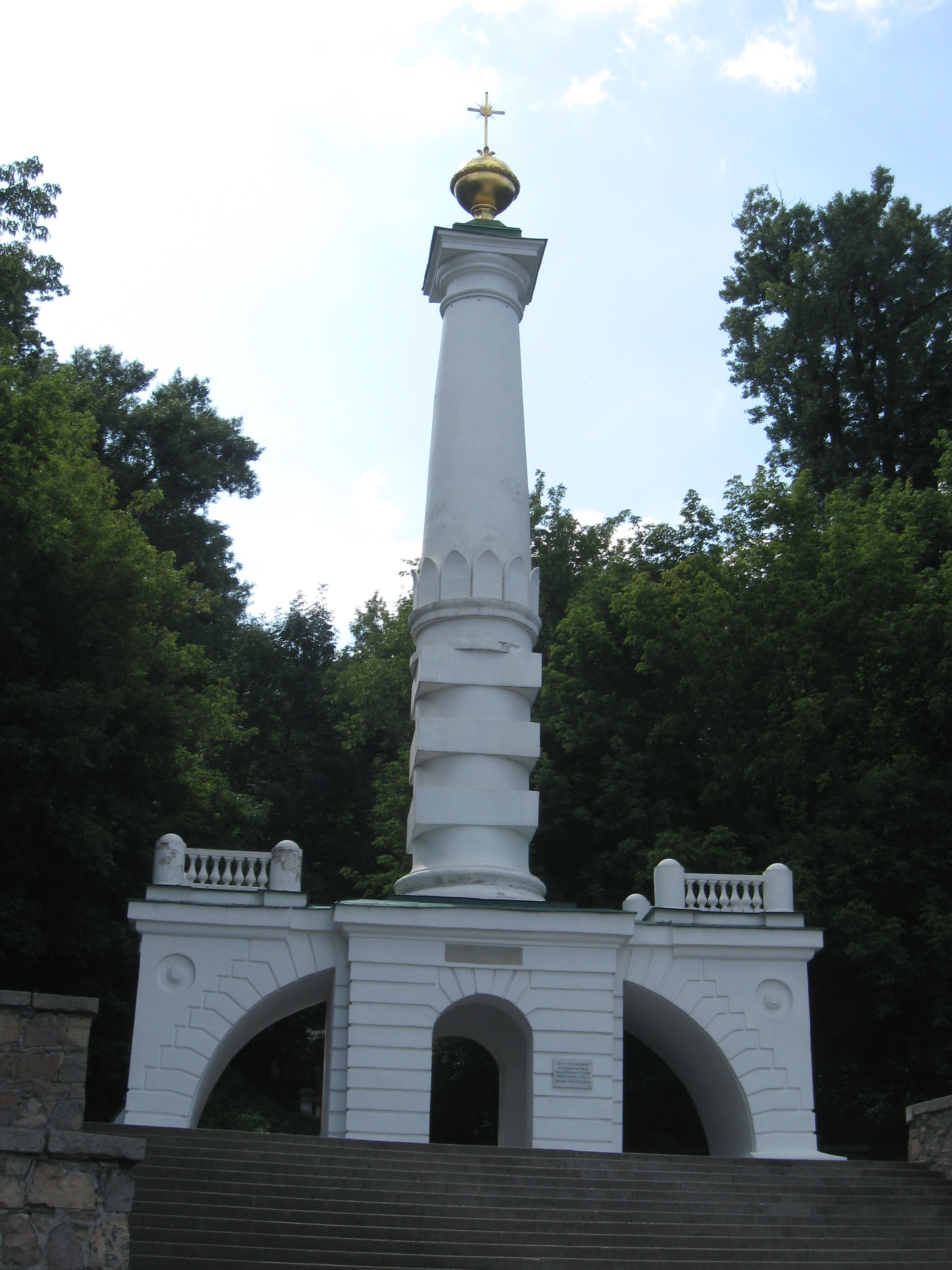
Denkmal für das Magdeburger Recht in Kiew

Das Magdeburger Recht (lateinisch Jus Saxonicum Magdeburgense) ist eine Form des Stadtrechts, die ihren Ursprung in der Stadt Magdeburg hat und von dort aus erheblichen Einfluss auf die Stadtrechte in Ostmitteleuropa und Osteuropa entfaltete, häufig in seiner schlesischen beziehungsweise polnischen Variante, dem sogenannten Neumarkter Recht, oder der nördlichen Variante, dem Kulmer Recht, das sich über ganz West- und Ostpreußen ausbreitete.
Das allgemeine Stadtrecht hat seine Wurzeln im Gewohnheitsrecht der Kaufleute, in den vom Grundherren verliehenen Privilegien und in von der jeweiligen Gemeinschaft selbst beschlossenen Regeln („Willkür“). Innerhalb der Stadt wurde den Bürgern durch das Stadtrecht die persönliche Freiheit, das Eigentumsrecht, die Unversehrtheit von Leib und Leben und die geregelte wirtschaftliche Tätigkeit garantiert.
Das Magdeburger Recht war kein konkretes, zusammenhängendes Gesetzeswerk, sondern eine variable und anpassungsfähige Sammlung von Normen und Rechtsvorstellungen, die den Bürgern im Rahmen einer städtischen Selbstverwaltung Freiheit und Selbstbestimmung gewährte.

## Anfänge des Magdeburger Stadtrechts

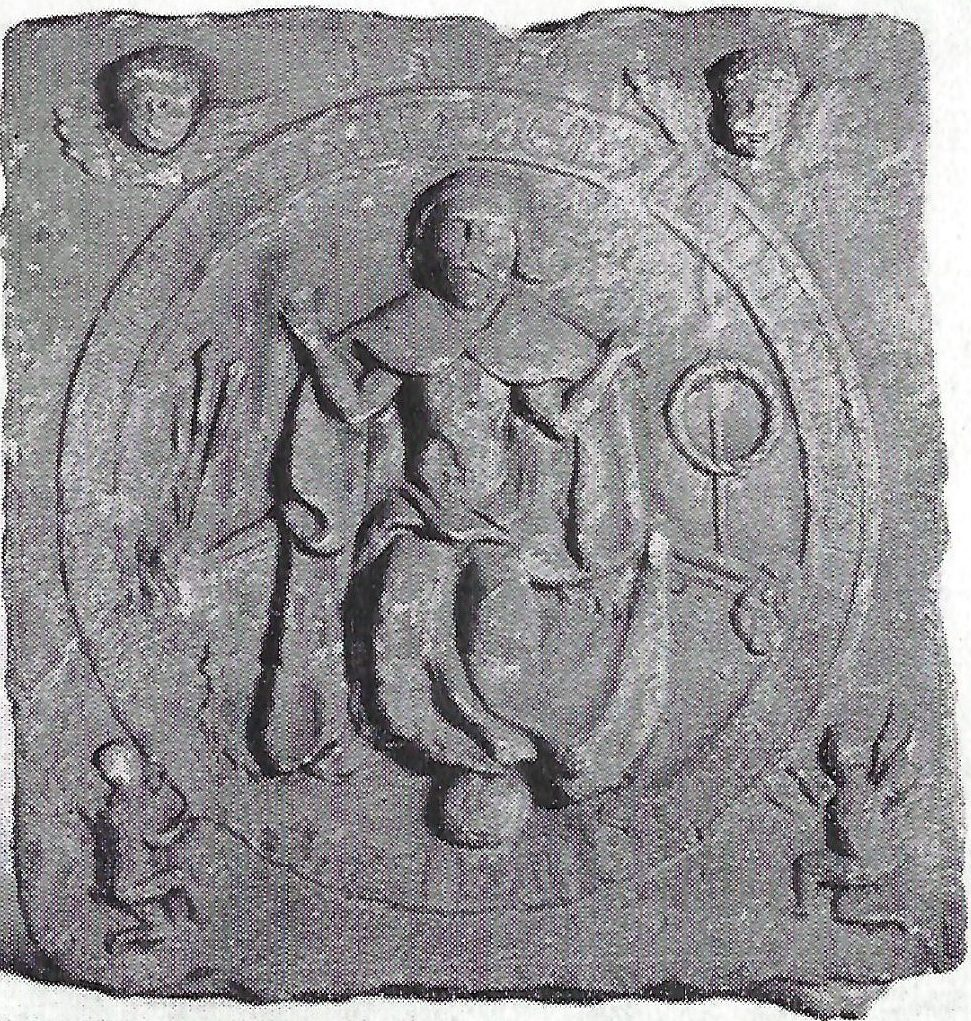
Wappenstein des Schöffenstuhls

Die erste schriftliche Quelle für die Existenz des Magdeburger Stadtrechts ist das Privileg des Erzbischofs Wichmann 1188, durch welches das städtische Gerichtsverfahren vereinfacht werden sollte. Eine solche Änderung setzt freilich bereits denklogisch ein existentes Stadtrecht voraus. 1294 kauften die Bürger Magdeburgs dem Erzbischof die Ämter des Schultheißen und Burggrafen ab, sodass sie diese selbst besetzen konnten. Der Erzbischof blieb zwar formal Gerichtsherr, da er aber die Ämter nur mit den von der Stadt bestimmten Personen besetzen konnte, lag die Gerichtsbarkeit de facto in städtischer Hand. Im selben Jahr bildete sich die Aufgabentrennung von Rat und Schöffengericht aus, in der der Schöffenstuhl (Schöppenstuhl) für die Rechtsprechung stand, während der Rat für Verwaltung und Gesetzgebung verantwortlich wurde. Ab diesem Zeitpunkt kann vom Magdeburger Stadtrecht als „Magdeburger Recht“ im Sinne einer unabhängigen Selbstverwaltung gesprochen werden.
1233 stellten der 4. Hochmeister des Deutschen Ordens, Hermann von Salza  und der Landmeister für Preußen und Livland Hermann Balk  in der Kulmer Handfeste ein Privileg aus, das den Städten Kulm und Thorn das Magdeburger Recht verlieh., allerdings mit günstigeren Sätzen für die Bußgelder. So hieß es:

„Wir befehlen, dass in diesen Städten die Magdeburgischen Rechte in ihrem vollständigen Inhalt auf ewig befolgt werden; folgende Begünstigung wird gewährt: wenn ein Angeklagter mit 66 Schillingen bestraft werden müsste, soll er hier mit 30 Schillingen in Kulmischer Münze bestraft werden.“

## Regelungen des Magdeburger Stadtrechts

### Besonderheiten der Prozessordnung
Eine wesentliche Neuerung des Magdeburger Rechts bestand in der Beseitigung der so genannten „Prozessgefahr“. Bereits im ersten Paragraphen wurde ausgeschlossen, dass ein Prozess allein aufgrund nicht korrekter Wortwahl im Prozess verloren gehen konnte. Dieser Bruch mit der Tradition stärkte das Vertrauen in das Gericht einerseits und begründete zudem größere Rechtssicherheit. Für durchreisende Kaufleute war das so genannte „Gastrecht“ einschlägig. Es bestimmte, dass in vorgenannten Fällen die Streitfrage durch das Gericht innerhalb eines Tages zu lösen war. Diese Regelungen für das Prozesswesen lassen erkennen, dass es sich beim Magdeburger Recht vornehmlich um Kaufmannsrecht handelte.

### Kaufmannsrecht
Im Bereich des Kaufmannsrechts regelte das Magdeburger Stadtrecht wirtschaftsrechtliche Fragen wie etwa die Haftung für Ware. Weiterhin waren Rechnungslegungspflichten, Fragen geordneter Buchführung und des Gesellschafterkapitals sowie treuhänderischen Wirkens geregelt.

### Ehegüter- und Erbrecht
Grundsätzlich galt nach Magdeburger Stadtrecht der Ehemann als Vormund seiner Frau. Heute wird angenommen, dass rechtliche Gütertrennung bestand, dem Ehemann aber die Verwaltung des Vermögens der Frau allein oblag. Trotz bestehender Vormundschaft konnte die Ehefrau selbständig vor Gericht ziehen.

### Strafrecht
Bedeutsam für das Strafrecht des Magdeburger Stadtrechts war die Abschaffung der Sippenhaft. Bei begangenen Körperverletzungen und Tötungsdelikten konnte ausschließlich der Täter belangt werden und nicht seine Familie zur Rechenschaft gezogen werden. Die prozessuale Rechtsfindung wurde aufgewertet, indem der Zeugenbeweis eingeführt wurde, der Blutrache und Gottesurteil ersetzte. Die Verjährung von Gewaltverbrechen wurde aufgehoben.

### Gerichtsverfassung
Mit der Urteilsfindung war in Magdeburg der so genannte „Schöppenstuhl“ betraut, der in der Regel aus elf Schöffen bestand. Diese waren auf Lebenszeit im Amt und konnten ihre Nachfolger selbst bestimmen. Ab 1336 war eine gleichzeitige Mitgliedschaft in dem für die Rechtsprechung verantwortlichen Schöffenkollegium und dem für die Gesetzgebung zuständigen Rat in Magdeburg untersagt. Neben der Funktion als Gerichtshof für Magdeburg kam dem Schöffenstuhl auch hohe Bedeutung bei der Rechtsauslegung anderer Städte zu, die sich nach Magdeburger Recht konstituiert hatten.

## Ausbreitung des Magdeburger Rechts

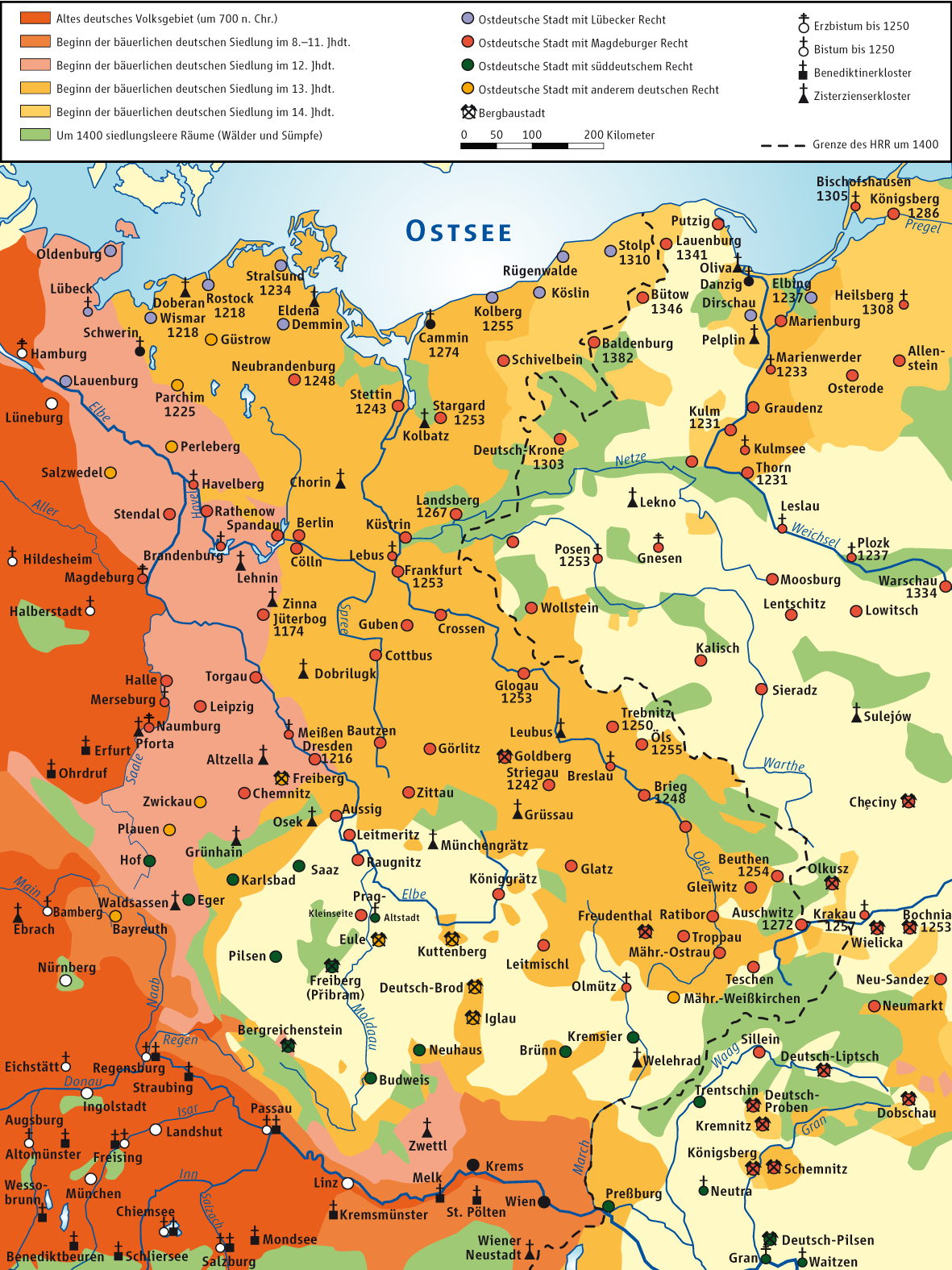
Karte der Deutschen Ostsiedlung, eingetragen u. a. Städte mit Magdeburger Recht

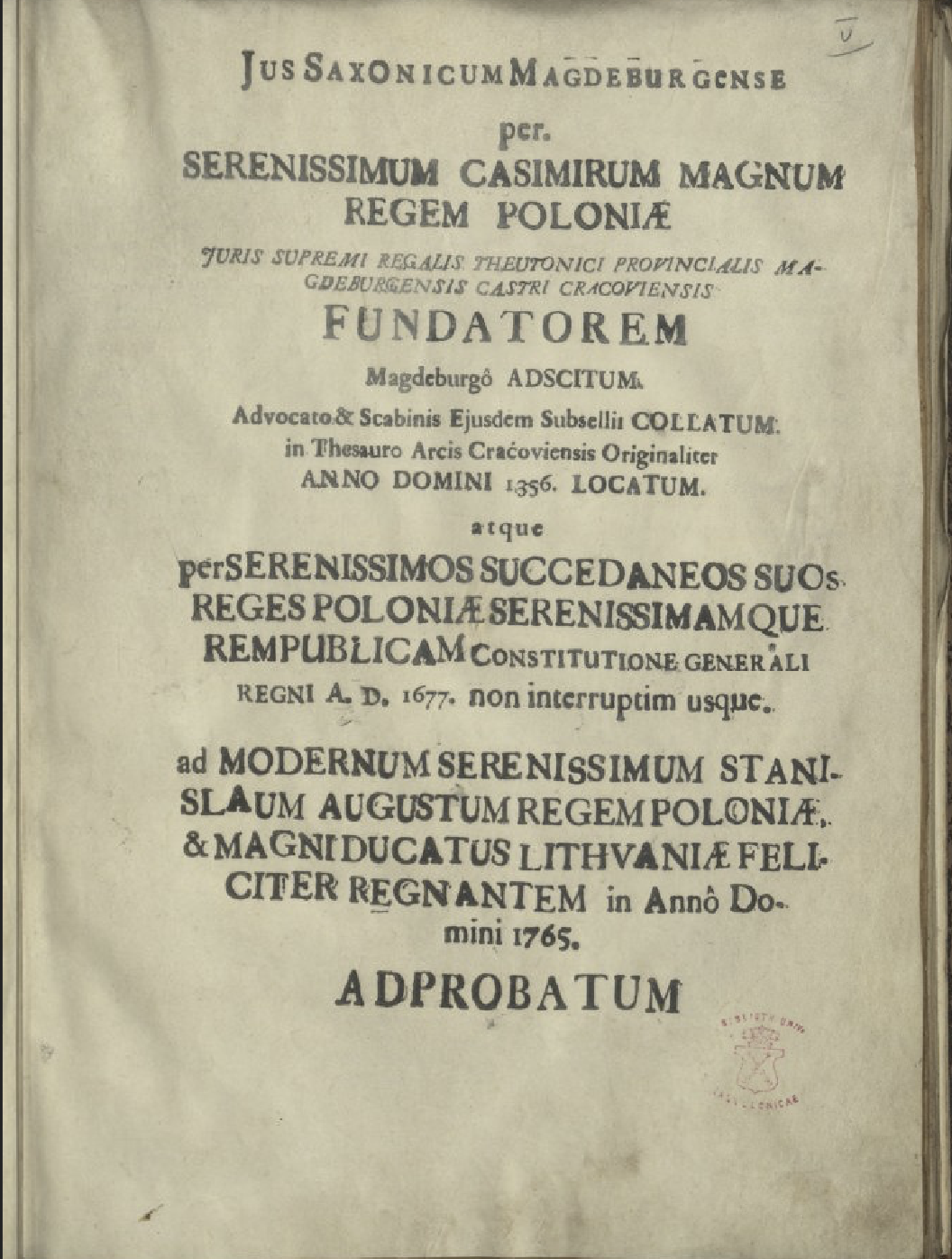
Magdeburger Recht in Polen, 1765, Berufung auf Kasimir den Großen (1356)

Schon nach 1160, also noch vor der Herausbildung des Magdeburger Stadtrechts als Recht der völligen Stadtselbstverwaltung, erhielt Stendal das Magdeburger Stadtrecht zugeteilt. Das Magdeburger Recht wurde in der Folge vielen neu gegründeten Städten im „Neusiedelgebiet“ vom jeweiligen Stadtherren verliehen und wirkte teilweise sogar in die Gebiete westlich von Magdeburg (im heutigen Niedersachsen) hinein. Vor allem aber breitete es sich im Zuge der Siedlungsbewegung nach Osten aus: Mark Brandenburg, vereinzelt in Pommern, Preußen, Thüringen, Sachsen, Schlesien, Böhmen, Mähren und der Lausitz. Im Lauf der Zeit erhielten Städte auch unabhängig von deutscher Beteiligung am Stadtrat Magdeburger Recht, beispielsweise Krewo (heute Belorussisch: Krewa) 1559 durch König Sigismund II. August.

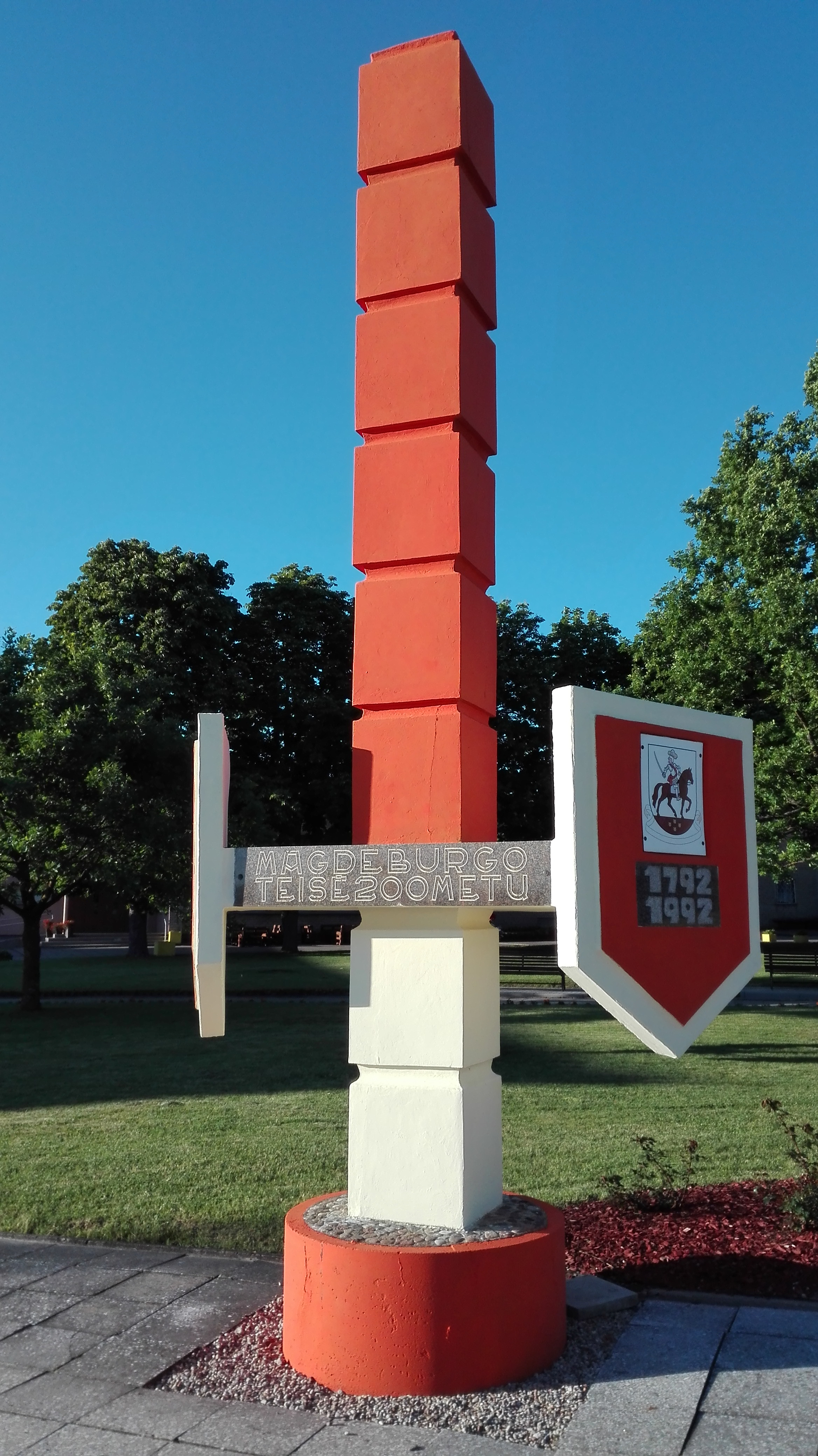
Denkmal für den Erhalt des Magdeburger Rechts. 200 Jahre Jubiläum in Veiviržėnai Litauen

Die Ausbreitung Magdeburger Rechts nach Osteuropa ging Hand in Hand mit der Ausbreitung des Sachsenspiegels als Quelle des Landrechts in Osteuropa. Wenn die Quellen selbst von Deutschem Recht sprechen, sind stets beide gemeint. In Anlehnung an den Gebrauch in manchen Quellen bezeichnete es die frühere Forschung als ius teutonicum, mittlerweile scheint sich jedoch die Bezeichnung „sächsisch-magdeburgisches Recht“ durchgesetzt zu haben. Im Zuge der Verbreitung in Osteuropa wurde der Sachsenspiegel in das Lateinische übersetzt (Versio Vratislaviensis, d. h. Breslauer Version, zwischen 1272 und 1292) und auch an die jeweiligen Umstände angepasst (Livländischer Spiegel Mitte 14. Jh.). Städte, die ein Magdeburger Stadtrecht erhielten, sind zum Beispiel Vilnius (1387) und Kaunas (1408) in Litauen, Kiew (1492–1497) oder Minsk (1499) und Krakau (1257). In Kiew existiert ein Denkmal für das Magdeburger Recht.

## Bedeutung des Magdeburger Rechts

### Bedeutung des Magdeburger Rechts für die jüdische Bevölkerung
Das Magdeburger Recht galt nicht für die jüdische Bevölkerung, da sie nicht als Teil der ursprünglichen Städter angesehen wurde. Als Ausnahme kann die litauische Stadt Troki angeführt werden, in der der jüdischen Bevölkerung das Magdeburger Recht 1444 als eigenständige Gruppe verliehen wurde, während es der christlichen Bevölkerung bereits zuvor zugewidmet worden war.

### Bedeutung des Magdeburger Schöffenstuhls und der Schöffensprüche für Städte Magdeburger Rechts
In den Fällen, in denen die Schöffenstühle in den mit Magdeburger Recht bewidmeten Städten nicht in der Lage waren, ein Urteil zu finden, konnten sie beim Schöffenstuhl in Magdeburg um Rechtsauskunft nachsuchen („Rechtszug nach Magdeburg“). Als so genannter „Oberhof“ hatte der Magdeburger Schöffenstuhl damit die Interpretationshoheit über das Recht und übte so in der Rechtsausbildung bleibenden Einfluss aus. Zumeist war die Rechtsauskunft kein Urteil, sondern Auskunft, die es den anfragenden Schöffen ermöglichen sollte, ihr Urteil zu finden. Allerdings sahen einzelne Stadtverfassungen auch das Magdeburger Ergebnis als bindendes Urteil an.

## Ende des Magdeburger Oberhofes
Während einzelne Herrscher schon früh versuchten, durch die Installation eigener Oberhöfe die überterritoriale Bedeutung des Magdeburger Schöffenstuhls zu unterlaufen, war diesen Versuchen erst dann durchschlagender Erfolg beschieden, als sich Deutschland im Zuge der Reformation konfessionell aufspaltete und daher etwa katholisch gebliebene Gebiete vom Rechtszug nach Magdeburg abgeschnitten wurden. Die Magdeburger Hochzeit bedeute das endgültige „Aus“ für Magdeburg als Oberhof. Bei dieser Verwüstung Magdeburgs im Dreißigjährigen Krieg verbrannte 1631 auch die umfangreiche Spruchsammlung. Mit der Zerstörung seiner „Rechtsbibliothek“ war dem Magdeburger Schöffenstuhl die Grundlage seiner Rechtsprechung verloren gegangen, und in der Folge ging er als Institution unter.

## Ende des Magdeburger Rechts
In Polen verlor das Magdeburger Recht erst im Zuge der napoleonischen und josefinischen Reformen (in Galizien) seine Gültigkeit und in der Ukraine verlor das sächsisch-magdeburger Recht seine Gesetzeskraft erst mit dem Inkrafttreten der „Gesetzessammlung des Russischen Kaiserreiches“ 1840 in der linksufrigen Ukraine und zwei Jahre später in der rechtsufrigen Ukraine. In Kiew galt das Magdeburger Recht bis 1834. Noch das lettische Zivilrecht von 1937 kann als vom sächsisch-magdeburgischen Recht beeinflusst angesehen werden.